# Miosite
A miosite ou miite é uma inflamação de um músculo que pode ser de origem autoimune, como artrite e febre reumática, ou de origem parasitária, como equinococose e triquinose.